# シン・ドンホ
シン・ドンホ（Shin Dongho、1994年6月29日（30歳） - ）は、韓国のDJ、歌手、俳優。男性アイドルグループ、U-KISSの元メンバーである。

## プロフィール
- 身長178cm、体重60kg。B型。
- 家族構成：両親、兄、息子
- 趣味：ゴルフ、音楽鑑賞、読書
- 特技：中国語（北京語）、サッカー、編み物、刺繍
- 座右の銘：真実味のある人生を
- 担当：ボーカル、ラップ
- 宗教：キリスト教

## 来歴
- ソウル永康中学校に通い、ハムリム舞台芸術学校を卒業した[1] 。
- 2008年 U-KISSのメンバーとしてデビュー。
- 2013年 U-KISSを脱退[2] 。
- 2015年 一般女性と結婚[3]。
- 2018年 一般女性と離婚。

## 出演
2010年
- 悪人と寡婦

2011年
- 私の黒いミニワンピース
- アイドル氏（カメオ）
- ホン・ギルドン2084
- ロイヤルファミリー（TVシリーズ）

2012年
- ママを泣かせないで
- ホーリーランド

2016年
- ラジオスター（エピソード486）

2017年
- スーパーマンの帰還（ゲスト）